# Соснин, Виталий Фёдорович
Вита́лий Фёдорович Сосни́н (27 сентября 1923, Зимовье-Вагай, Тюменская область — 24 января 2013, Москва) — советский и российский железнодорожник, работник Свердловской железной дороги, заместитель министра путей сообщения СССР (1977—1984). Герой Социалистического Труда (1959).

## Биография
Виталий Соснин родился 27 сентября 1923 года в селе Зимовье-Вагай, Тюменской губернии РСФСР, в семье железнодорожника. По национальности — русский. Жил и учился в городах Ялуторовск и Тюмень, куда переводился по работе отец. После окончания семилетки поступил в Тюменскую железнодорожную школу, и уже в 16 лет стал дипломированным специалистом — слесарем IV разряда по ремонту паровозов.
В 1939 году, сразу после окончания учёбы, начал свою трудовую деятельность, устроившись слесарем паровозного депо «Тюмень» Свердловской железной дороги. Позднее также работал кочегаром, помощником машиниста в том же депо. Перед самым началом Великой Отечественной войны, Виталий Фёдорович прошёл краткие курсы машинистов.
Весной 1942 года Соснин был призван в Красную армию и направлен в Тюменское пехотное училище. Но училище закончить ему было не суждено, через два месяца произошло обострение ситуации на фронте и все курсанты в звании рядовых были направлены под Сталинград. В июне 1942 года получил ранение, после госпиталя вернулся на фронт, но не надолго — уже осенью того же года он был отозван с фронта и вернулся в родное депо. Продолжил работать машинистом в составе колонн паровозов особого резерва. В годы войны водил воинские эшелоны на сталинградском, московском, курском, смоленском и брянском направлениях. В 1944 году был ранен и после лечения в госпитале, вернулся в родное локомотивное депо Тюмени.
После войны продолжал трудиться машинистом и машинистом-инструктором паровозного депо Тюмень, а также исполнял обязанности заместителя начальника депо. Являлся секретарём партбюро депо. Окончил 10 классов вечерней школы, а также курсы тепловозных машинистов, после чего работал машинистом тепловоза. Был одним из первых машинистов в депо станции Тюмень, поддержавших и развивших движение тяжеловесников.
1 августа 1959 года за выдающиеся успехи, достигнутые в развитии железнодорожного транспорта, Указом Президиума Верховного Совета СССР Виталию Соснину было присвоено звание Героя Социалистического Труда.
В 1960 году окончил Всесоюзный заочный институт инженеров железнодорожного транспорта, после чего последовательно занимал должности начальника отдела локомотивного хозяйства Тюменского отделения Свердловской железной дороги и начальника Серовского отделения Свердловской железной дороги. С 1968 по 1972 год Соснин являлся 1-м секретарём Серовского горкома КПСС. В 1972 году был назначен начальником Свердловской железной дороги, которую возглавлял в течение пяти лет. Именно в годы его руководства, Свердловская железная дорога, единственная во всём Советском Союзе, стала дважды орденоносной.
Кроме того, под руководством Виталия Фёдоровича был осуществлён перевод полигона обслуживания с паровозной тяги на тепловозную, была проведена реконструкция и создание новой технической базы в депо со строительством ряда цехов. Является автором разработки и реализации новой технологии перевозки леса в хлыстах на специально переоборудованном подвижном составе (турникетные платформы); создателем единой технологии ремонта подвижного состава, принадлежащего промышленным предприятиям, на ремонтных площадях отделения дороги и др. Внёс вклад в реконструкцию и развитие Свердловского и Тюменского узлов, строительство линии Тюмень-Тобольск-Сургут, развитие Асбестовского, Соликамско-Березниковского и целого ряда других узлов и направлений в условиях нарастающих объёмов перевозок грузов в районы Западной Сибири и севера Тюменской области.
В 1977 году был назначен заместителем министра путей сообщения СССР, одновременно являясь членом коллегии министерства и начальником Главного управления промышленного железнодорожного транспорта. Будучи талантливым организатором производства, внёс выдающийся вклад в развитие и обеспечение устойчивой работы железных дорог Советского Союза.
В 1984 году вышел на пенсию. Последние годы жил в Москве. Скончался 24 января 2013 года. Похоронен на Троекуровском кладбище.

## Награды
- Герой Социалистического Труда (1 августа 1959 года)
- орден Ленина (1 августа 1959 года)
- орден Октябрьской Революции
- орден Трудового Красного Знамени
- 2 ордена «Знак Почёта»
- Знак «Почётному железнодорожнику»

## Память
- 30 июня 2012 года электровоз 2ЭС6 №50, приписанный к локомотивному депо Свердловск-Сортировочный получил имя Виталия Соснина. На нём была установлена памятная табличка и сделана надпись с именем выдающегося железнодорожника[3].
- Паровоз ФД-3331, на котором Виталий Соснин начал свой трудовой путь, сегодня стоит около Дворца культуры железнодорожников города Тюмени.